# Морисонвил (Њујорк)
Морисонвил (енгл. Morrisonville) насељено је место без административног статуса у америчкој савезној држави Њујорк.

## Демографија
По попису из 2010. године број становника је 1.545, што је 157 (-9,2%) становника мање него 2000. године.
| Група             | 2000.         | 2010.         |
| Белци             | 1.650 (96,9%) | 1.481 (95,9%) |
| Афроамериканци    | 13 (0,8%)     | 17 (1,1%)     |
| Азијати           | 8 (0,5%)      | 3 (0,2%)      |
| Хиспаноамериканци | 19 (1,1%)     | 24 (1,6%)     |
| Укупно            | 1.702         | 1.545         |